# 闕史八代
闕史八代（現代日語：／ Kesshi Hachidai），指日本史書上自第二代綏靖天皇，到第九代開化天皇之間的八代天皇。雖然這八位天皇各有年表（即位、系譜），然而治理事蹟的記載卻付之闕如，因而得名。

## 說法

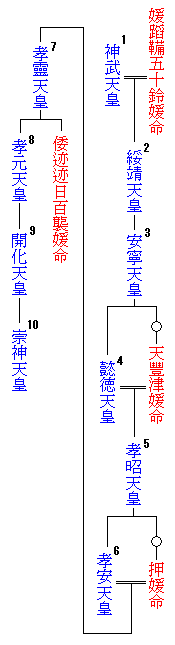
闕史八代世系圖

一般提到的闕史八代，是包含下列八位天皇（左為漢風追號，右為和式諡號）：
- 綏靖天皇　神渟名川耳天皇
- 安寧天皇　磯城津彥玉手看天皇
- 懿德天皇　大日本彥耜友天皇
- 孝昭天皇　觀松彥香殖稻天皇
- 孝安天皇　日本足彥國押人天皇
- 孝靈天皇　大日本根子彥太瓊天皇
- 孝元天皇　大日本根子彥國牽天皇
- 開化天皇　稚日本根子彥大日日天皇

## 疑點
根據傳統史書的說法：“綏靖，英斷果敢，負荷大業。與母兄八井耳命，協謀立誅罪魁。天位以正，尚武之稱，不亦宜乎。安寧、懿德、孝昭、孝安、孝靈、孝元、開化七帝，淵默冲靜，誕敷至化。政令簡樸，其民皥皥如也。太祖之隆緒，蘊列聖之耿光。垂拱天下，治，無一事可記。無為之德，不宰之切。人莫能得而名焉。垂衣裳而治者，其在斯時乎。”（引述自《日本國史略》）換言之，指稱斯八代天皇之時，天下太平，遂無事可記。而部份天皇長壽得不合理，亦令人懷疑可信性：
- 綏靖天皇在位三十三年駕崩，享壽八十四歲
- 安寧天皇在位三十八年十二月駕崩，享年五十七歲
- 懿德天皇在位三十四年駕崩，享壽七十八歲
- 孝昭天皇在位八十三年駕崩，享壽一百一十三歲
- 孝安天皇在位一百零二年駕崩，享壽一百三十六歲
- 孝靈天皇在位七十六年駕崩，享壽一百二十七歲
- 孝元天皇在位五十七年駕崩，享壽一百一十五歲
- 開化天皇在位六十年駕崩，享壽一百一十五歲

對此不合理的長壽，有多種說法。一派認為，這八代天皇並不存在，而是基於要滿足神武天皇於辛酉年（前660年）開國，及崇神天皇於前97年即位之說，為了填補神武天皇至崇神天皇之間的時間而虛構出來，才會出現不合理長壽。另一派認為，如果為了填補時間而虛構天皇，那大可虛構更多天皇代數，以把虛構天皇的壽數縮短成較合理水平，何必虛構如此令人起疑的不合理長壽，認為反証了當時可能真的存在如此長壽的天皇。又另一派認為，這些天皇確實存在，但歷史不詳。在不虛構天皇代數的前提下，为滿足神武天皇於辛酉年（前660年）開國之說、填補神武天皇至崇神天皇之間的時間，而被刻意拉長了年紀，才導致此一不合理的長壽。另外，在《白河本舊事紀》中，對闕史八代的時代，有詳細的歷史記載。惟獨該書有偽書之虞，並不為學術界所採用，但該書的支持者則揶揄國史之缺漏，將此八代天皇稱為「有史八代」。

## 參看
- 神武天皇